# 諾凱萊克鎮區 (明尼蘇達州克羅溫縣)
諾凱萊克鎮區（英語：Nocay Lake Township）是位於美國明尼蘇達州克羅溫縣的一個行政鎮區。

## 地方資料
諾凱萊克鎮區的面積為93.29平方千米，當中陸地面積為86.18平方千米，而水域面積為7.11平方千米。根據2020年美國人口普查的數據，當地共有人口898人，而人口密度為每平方千米9.63人。